# Olesjkivski Sands Nationalpark
Olesjkivski Sands Nationalpark (ukrainsk: Олешківські піски національний природний парк) er en nationalpark i Ukraine, beliggende syd for den nedre del af floden Dnepr omkring 25 km øst for den regionale by Kherson og 70 km nordvest for Krim-halvøen. Parken har vidder med tør, ufrugtbar jord og sand og en række usædvanlige mikrohabitater. Fra 2019 har uorganiserede besøg været strengt forbudt, da området ligger op til en militær træningsplads. Parken ligger i Kakhovka Raion i Kherson Oblast.

## Topografi
Parken ligger på nordskråningen af Sortehavsbassinet, og er er opdelt i to hovedzoner:
- Radensk. Det største område, kendt for manglen på fyrreskovbevoksninger og for store klitter i midten. (6.780 ha)[2]
- Burkut . Et område med fyrreskov, enge og søer omgivet af sandet steppe. (1.240 ha)[3]

## Klima og økoregion
Klimaet i Olesjkivski Sands er efter Köppens klimaklassificering fugtigt kontinentalt klima med undertypen varm sommer, med store sæsonbestemte temperaturforskelle og en varm sommer (mindst en måned i gennemsnit over 22 °C) og milde vintre.
Olesjkivski Sands er beliggende i økoregionen den pontisk-kaspiske steppe, en region der dækker et område af græsarealer, der strækker sig fra Sortehavets nordlige kyster til det vestlige Kasakhstan.

## Flora og fauna
Landskabet er ret varieret med sand-steppe, halvtørre stepper, enge, rørskov og skovbevoksninger. I klitterne i Radensk udgør 12 % af arealet pletter af buske, søer og birkelunde.

## Offentlig brug
Parkens hjemmeside advarer offentligheden om fare fra en nærliggende militærinstallation og forbyder uarrangerede besøg af private.